# سلولز سنتاز (تشکیل UDP)
فرم تشکیل دهنده UDP سنتاز سلولز آنزیم اصلی تولید سلولز است.به طور سیستماتیک،در آنزیم شناسی،به عنوان UDP-glucose شناخته می شود.این واکنش شیمیایی را به راحتی کاتالیز می کند.
UDP-glucose + [(1→4)-β -D- glucosyl] n = UDP + [(1→4)-β -D- glucosyl] n+1
یک آنزیم مشابه از GDP- گلوکز ، سلولز سنتاز (تشکیل دهنده GDP) استفاده می کند .
این گروه از آنزیم ها در باکتری ها و گیاهان پیدا می شوند.اعضای گیاه معمولا به عنوان CesA(سلولز سنتاز)یا CslAآزمایشی (شبیه سنتاز سلولز)شناخته می شوند.در حالی که اعضای باکتریایی ممکن است به عنوان BcsA(سلولز سنتاز باکتریایی)یا CelA(به سادگی سلولز شناخته شوند.
گیاهان CesAرا از اتفاقات درون همزیستی که کلروپلاست را تولید کرد،به دست آوردند.این خانواده متعلق به خانواده گلوکوزیل ترانسراز 2 (GT2) است.
گلوکوزیل ترانسفرازها در بیوسنتززیست توده زمین نقش دارد.

## سلولز
سلولز گروهی از زنجیره های پلیمری بدون انشعاب است که از بقایای گلوکز مرتبط با β-(1→4) ساخته شده که بخش بزرگی از دیواره های سلولی اولیه و ثانویه را تشکیل می دهد. اتوسط اکثر جلبک ها، برخی باکتری ها و برخی از حیوانات نیز سنتز می شود. در سراسر جهان، میکروفیبریل های سلولزی تولید می شود،  که به عنوان منبع حیاتی سوخت های زیستی تجدید پذیر و سایر محصولات مبتنی بر بیولوژیکی مانند چوب، سوخت، علوفه، کاغذ و پنبه عمل می کند.
میکروفیبریل های سلولزی بر روی سطح غشای سلولی برای تقویت دیواره های سلولی ساخته می شود.زیست شناسان سلولی تحقیقات گسترده ای انجام شده است زیرا 1) مورفوژنز سلولی را تنظیم می کنند و 2) در کنار بسیاری از اجزای دیگر (مانند لیگنین ، همی سلولز ، پکتین )عمل می کنند.

## ساختار
چندین ساختار از سلولز سنتاز باکتریایی BcsAB حل شده است. آنزیم باکتریایی از دو زیر واحد مختلف تشکیل شده است، BcsA کاتالیزوری در سمت سیتوپلاسمی و BcsB تنظیمی در سمت پری پلاسمیک. آنها توسط یک سری از مارپیچ های گذرنده که توسط پایگاه داده CATH با نام های 4p02A01 و 4p02B05 نامیده می شوند، جفت می شوند.
BcsA یک طرح از حوزه های سیتوپلاسمی را دنبال می کند که بین دامنه ترمینال ترمینال N و C قرار گرفته است. این یک دامنه معمولی خانواده 2 GT (4p02A02) با ساختار تاشو GT-A دارد. در انتهای C ترمینال یک دامنه PilZ است که در باکتری ها حفظ شده است،  که بخشی از سطح اتصال حلقوی di-GMP همراه با BcsB و دامنه بتا بشکه (4p02A03) را تشکیل می دهد.
BcsA و BcsB با هم کانالی را تشکیل می‌دهند که سلولز سنتز شده از سلول خارج می گردد و جهش‌ها در کاهش فعالیت این آنزیم می‌شوند. یک حلقه دروازه در BcsA روی کانال بسته می شود.

### گیاهان
در گیاهان، سلولز توسط کمپلکس‌های سلولز سنتاز (CSCs)، که از ایزوفرم‌های پروتئین سنتاز (CesA) تشکیل شده‌اند، سنتز می‌شوند که در یک ساختار شش ضلعی م به نام منفرد «روزت ذرات» مرتب شده‌اند.  سلولز در تمام دیواره های سلولی ساخته می شود، پروتئین CesA در تمام بافت ها و انواع سلولی گیاهان وجود دارد.انواع مختلفی از CesA وجود دارد، برخی از انواع بافت ممکن است غلظت‌های متفاوتی نسبت به دیگری داشته باشند. برای مثال، پروتئین AtCesA1 (RSW1) در بیوسنتز دیواره‌های سلولی اولیه در کل گیاه نقش دارد در حالی که پروتئین AtCesA7 (IRX3) فقط برای تولید دیواره سلولی ثانویه در ساقه بیان می‌شود
در مقایسه با آنزیم باکتریایی، تبلور نسخه‌های گیاهی سنتاز بسیار سخت‌تر است و از آگوست 2019 هیچ ساختار اتمی آزمایشی دامنه کاتالیزوری سلولز سنتاز گیاهی شناخته نشده است. با این حال، حداقل دو ساختار با اطمینان بالا برای این آنزیم ها پیش بینی شده است. وسیع‌تر از این دو ساختار (Sethaphong 2013)، که شامل کل دامنه سیتوپلاسمی میانی (باز هم بین مارپیچ‌های TM قرار گرفته است)، نمای مفیدی از آنزیم به دست می‌دهد: دو درج مخصوص گیاه به نام PC-R (منطقه حفاظت‌شده از گیاه، مشابه در تمام گیاهان) در انتهای ترمینال N و CS-R (منطقه ویژه کلاس، تعداد زیر کلاس را بعد از CesA تعیین می کند) در انتهای ترمینال C هسته کاتالیزوری معمول GT را نشان می دهد، که احتمالاً عملکرد منحصر به فرد تشکیل روزت را ارائه می دهد. گیاه CesA. (برخی از پروتئین های CesA دارای یک درج اضافی هستند. )  .
تفاوت های دیگر با BcsA باکتریایی شامل تعداد مارپیچ TM متفاوت است.دارای 4 مارپیچ در هر انتها است؛ CesA دارای دو مارپیچ در ترمینال N و6است.

## فعالیت
بیوسنتز سلولز فعالیتی است که طی آن زنجیره‌های همگن بتا-(1→4)-گلوکان با طولی بین باقیمانده گلوکز سنتز می‌شوند و سپس با یکدیگر پیوند هیدروژنی برقرار می‌کنند تا آرایه‌های کریستالی سفت و سخت یا میکروفیبریل‌ها را بسازند میکروفیبریل ها در دیواره سلولی اولیه تقریباً 36 زنجیره دارند در حالی که آنهایی که در دیواره سلولی ثانویه قرار دارند بسیار بزرگتر هستند و حاوی 1200 زنجیره β-(1→4)-گلوکان هستند.اوریدین دی فسفات-گلوکز (UDP)، که توسط آنزیم ساکارز سنتاز (SuSy) تولید می شود ، سلولز سنتاز برای تولید زنجیره‌های گلوکان استفاده می‌شود. سرعت سنتز بقایای گلوکز در هر زنجیره گلوکان از 300 تا 1000 باقیمانده گلوکز در دقیقه متغیر است، سرعت بالاتر در ذرات دیواره ثانویه، مانند آوند چوبی، بیشتر است.

### سازه های پشتیبان
سنتز میکروفیبریل توسط میکروتوبول‌های قشری هدایت می‌شود فرضیه هم ترازی میکروتوبول-میکروفیبریل پیشنهاد می‌کند که میکروتوبول‌های قشر مغز، که در زیر غشای پلاسمایی سلول‌های دراز شده قرار دارند، مسیرهایی را برای CSC‌ها فراهم می‌کنند که مولکول‌های گلوکز را به میکروفیبریل‌های سلولز کریستالی تبدیل می‌کنند. فرضیه مستقیم برخی از انواع ارتباط مستقیم بین کمپلکس‌های CESA و میکروتوبول‌ها را فرض می‌کند.  تصور می شود که پروتئین KORRIGAN (KOR1) جزء حیاتی سنتز سلولز است زیرا به عنوان یک سلولاز در سطح مشترک غشای پلاسما و دیواره سلول عمل می کند.

### تاثیرات محیطی
فعالیت سنتز سلولز تحت تأثیر بسیاری از محرک‌های محیطی قرار می‌گیرد. فعل و انفعالات با این عوامل ممکن است بر رسوب سلولز تأثیر بگذارد، زیرا بر میزان سوبسترای تولید شده و غلظت و/یا فعالیت CSCها در غشای پلاسمایی تأثیر می گذارد

## بیشتر خواندن
الگو:Glycosyltransferases